# Huelga automotriz de los Estados Unidos de 2023
La Huelga automotriz en los Estados Unidos de 2023 fue una huelga laboral que involucro a los trabajadores del automóvil en el sindicato United Auto Workers (UAW, Trabajadores del Automóvil Unidos) y los tres mayores fabricantes de automóviles de los Estados Unidos: Ford Motor Company, General Motors y Stellantis. En conjunto, las fábricas de estos tres fabricantes de automóviles emplean a unos 145.000 miembros del UAW y producen alrededor del 50% de los vehículos fabricados anualmente en Estados Unidos, lo que representa el 1,5% del PIB estadounidense.  La huelga comenzó el 15 de septiembre del 2023, cuando el sindicato no pudo llegar a un acuerdo con los tres fabricantes de automóviles. Se trata de la primera huelga trilateral contra los tres fabricantes de automóviles en la historia del sindicato.
La huelga surgió como resultado de una postura de línea dura adoptada por el presidente del UAW, Shawn Fain. Varios días después de ser elegido, Fain dijo a los fabricantes de automóviles que el UAW estaba "harto del status quo". En particular, ha criticado los salarios estancados que no tienen en cuenta la inflación y ha pedido el fin de un sistema de empleo escalonado que paga mal a los nuevos empleados, la restauración de las horas extras y los beneficios de jubilación que se perdieron como resultado de la crisis financiera del 2007-2008, así como mejores protecciones para los trabajadores contra el cierre de plantas a medida que aumenta la producción de vehículos eléctricos. UAW intentó llegar a un acuerdo con Ford Motor Company, General Motors y Stellantis, pero no pudo hacerlo antes de la fecha límite del 15 de septiembre.
Una preocupación central para los fabricantes de automóviles es el costo de la mano de obra en relación con los competidores nacionales y extranjeros no sindicalizados, particularmente a medida que la industria hace la transición a la fabricación de vehículos eléctricos. Los fabricantes de automóviles han declarado que prevén la necesidad de invertir una parte importante de sus beneficios de los vehículos propulsados por gasolina en nuevas tecnologías de producción de vehículos eléctricos.

## Antecedentes

### United Auto Workers
El sindicato United Auto Workers (UAW) representa aproximadamente a 145.000 trabajadores del sector automovilístico empleados en Ford Motor Company, General Motors y Stellantis. Para lograr sus objetivos, la UAW ha participado en huelgas: de noviembre de 1945 a marzo de 1946, la UAW se declaró en huelga contra General Motors. La huelga de 1945-1946 estableció una estrategia, forjada por el entonces presidente de la UAW, Walter Reuther, para centrar los esfuerzos en una sola empresa. Desde la década de 1950, la UAW se ha enfrentado a una disminución de la afiliación sindical y a un sector de servicios en crecimiento, lo que ha reducido el impacto económico que podría tener una huelga. En el 2019, los trabajadores automotores de la UAW se declararon en huelga contra General Motors. El paro laboral de 40 días le costó a General Motors 3.600 millones de dólares y provocó una recesión de un solo trimestre en Míchigan.

### Negociaciones contractuales
En marzo del 2023, el recién nombrado presidente del UAW, Shawn Fain, declaró que los trabajadores estaban "hartos del status quo" y aseguró que negociaría cambios en los contratos de los trabajadores. Fain pidió ajustes en el costo de vida para tener en cuenta la inflación antes de que los contratos actuales expiren el 14 de septiembre y pidió aumentos salariales perdidos en la crisis financiera del 2007-2008. Los miembros han expresado interés tanto en poner fin a un sistema salarial de dos niveles en el que a los empleados más nuevos se les paga significativamente menos que a los empleados más antiguos, como en la construcción de plantas nacionales.  Fain continuó con sus sentimientos en la Asociación de Prensa Automotriz en abril, expresando su decepción por la ralentización de la planta de ensamblaje de Belvidere en Belvidere, Illinois. Además, criticó las reducciones salariales que enfrentan los trabajadores de las fábricas de baterías de empresas conjuntas en comparación con los trabajadores de las fábricas más antiguas.
En mayo de 2023, la posibilidad de una huelga se cernía sobre las negociaciones contractuales. En una aparición en línea en junio, Fain repitió sus objetivos y criticó a los fabricantes de automóviles por aumentar sus ganancias sin aumentar los salarios. Fain siguió dejando la huelga como una posible opción antes de las negociaciones contractuales. Las negociaciones contractuales comenzaron el 14 de julio. A lo largo de las negociaciones, Fain actualizó a los miembros en línea, incluso arrojó a la basura la propuesta de un fabricante de automóviles frente a la cámara. El 15 de agosto, Fain anunció una votación de huelga; la votación fue aprobada abrumadoramente el 27 de agosto. UAW ha solicitado un aumento inmediato del 20% y aumentos graduales anuales que suman un aumento salarial por hora del 46%, la restauración de los planes tradicionales de pago de pensiones y atención médica para los jubilados, una semana laboral de cuatro días, protecciones laborales y una transición beneficiosa hacia los vehículos eléctricos. Fain estuvo de acuerdo en que las demandas del UAW eran audaces, pero argumentó que estaban justificadas. Insistió en que los fabricantes de automóviles deben restaurar los recortes que el sindicato aceptó cuando las corporaciones estaban en problemas financieros en el 2007.

## Curso de la Huelga
El 14 de septiembre, Fain declaró que el UAW haría huelga simultáneamente contra Ford Motor Company, General Motors y Stellantis por primera vez en la historia del sindicato. La huelga inicial se centra en la planta de ensamblaje de Míchigan en Wayne, Míchigan, propiedad de Ford Motor Company, el complejo Toledo en Toledo, Ohio, propiedad de Stellantis, y Wentzville Assembly en Wentzville, Misuri, propiedad de General Motors. Aproximadamente 13.000 trabajadores se declararon en huelga en septiembre. El sindicato pretende que el alcance inicialmente limitado permita estirar el fondo de huelga. Las tres plantas fueron elegidas por su rentabilidad.
El 19 de septiembre, Fain fijó un nuevo plazo para las negociaciones contractuales. Si para el viernes 22 de septiembre las negociaciones contractuales no avanzaban significativamente, un nuevo conjunto de plantas se sumaría a la huelga. Fain ha denominado esta estrategia como una huelga "de pie", en la que los trabajadores de otras plantas se unirán a la huelga si las conversaciones no avanzan. Esta estrategia ha sido denominada una nueva forma de huelga continua, en la que partes de una empresa o industria hacen huelga en diferentes puntos, en lugar de hacerlo todos a la vez. Por lo general, las secciones son atacadas periódicamente, moviéndose entre lugares de trabajo sin expandirse.  Mientras que en este caso se espera que la huelga se expanda continuamente de un lugar de trabajo a otro.
El 22 de septiembre, las huelgas se ampliaron con 5.600 trabajadores saliendo de 38 plantas de distribución parcial operadas por Stellantis y GM. La huelga no incluyó ninguna instalación operada por Ford, y Fain afirmó: “Hemos logrado algunos avances reales en Ford. Nosotros... queremos reconocer que Ford está demostrando que se toman en serio la idea de llegar a un acuerdo. En GM y Stellantis, la historia es diferente”. Fain también invitó al presidente Biden a mostrar solidaridad diciendo: "Invitamos y alentamos a todos los que apoyan nuestra causa a unirse a nosotros en el piquete, desde nuestros amigos y familiares hasta el presidente de los Estados Unidos".  Horas más tarde , Biden anunció su intención de visitar Míchigan el día 26, "para unirse al piquete y solidarizarse con los hombres y mujeres de UAW mientras luchan por una parte justa del valor que ayudaron a crear".
La huelga se amplió a 7.000 trabajadores más el 29 de septiembre; 4.600 de los trabajadores están en una planta de Ford en Chicago y 2.300 en una planta de GM en Lansing.
Acuerdos tentativos
El 25 de octubre se llegó a un acuerdo provisional entre el UAW y Ford; Según se informa, incluye un aumento salarial del 11% en el primer año y un aumento total del 25% en los salarios durante el contrato de 4,5 años, un bono de ratificación de 5.000 dólares y un ajuste por costo de vida. Al incluir los ajustes por costo de vida, el salario total podría aumentar en un 30%. Tres días después, el 28 de octubre, el UAW anunció un acuerdo tentativo similar con Stellantis. Ambos están sujetos a la ratificación de los miembros del sindicato, para lo cual aún no se han realizado votaciones. Aún no se ha llegado a ningún acuerdo con General Motors, a pesar de las conversaciones nocturnas del 27 de octubre, en las que, según se informa, estuvieron presentes Fain y la directora ejecutiva de General Motors, Mary Barra. Posteriormente, los trabajadores de Spring Hill Manufacturing de GM se unieron a la huelga el 28 de octubre. El 30 de octubre, UAW anunció un acuerdo con General Motors, poniendo finalmente fin a la huelga.

## Impacto
General Motors elevó sus perspectivas de ganancias, pero planteó que sus ganancias podrían disminuir como resultado de la huelga.
|  |  |  |

## Transición al vehículo eléctrico y pretensiones de competitividad
Los fabricantes de automóviles afirman que necesitan hacer la transición a la fabricación de vehículos eléctricos para cumplir con las regulaciones gubernamentales y seguir siendo competitivos, y que esta transición requerirá reinvertir miles de millones de dólares de sus ganancias. Ford afirmó que para 2023 perdería 4.500 millones de dólares en su negocio de vehículos eléctricos.
Los fabricantes extranjeros, tradicionales y los fabricantes nacionales que producen únicamente vehículos eléctricos, como Tesla, Rivian y Lucid, producen sus vehículos con mano de obra no sindicalizada. El costo de mano de obra para Tesla solo para vehículos eléctricos es de $ 45 por hora. El segundo fabricante de automóviles más grande, Toyota, tiene un costo laboral de $55 por hora.  El costo laboral actual del UAW es de $65 por hora.  Wells Fargo estima que el contrato propuesto por el UAW aumentaría el costo laboral promedio a $136 por hora. Ford, GM y Stellantis afirman que el contrato UAW propuesto les impediría ser competitivos en la transición a los vehículos eléctricos y competir con los fabricantes de automóviles extranjeros.
En 2022, la administración del presidente Joe Biden aprobó la Ley de Reducción de la Inflación, que incluía financiación federal e incentivos fiscales para la fabricación nacional de vehículos eléctricos. Ronald Brownstein de The Atlantic informó que a los funcionarios sindicales "les preocupa que las empresas estén utilizando el cambio... para trasladar simultáneamente más operaciones de empleos sindicalizados bien remunerados, principalmente en los estados del norte, a empleos no sindicalizados y peor remunerados, principalmente en los estados del sur". Fain afirma que, con los incentivos gubernamentales, "cientos de miles de millones de dólares de nuestros contribuyentes... están ayudando a financiar esto, y los trabajadores no pueden seguir quedándose atrás en esa ecuación".

## Reacciones

### Del ámbito político
La huelga supone un riesgo para el compromiso del presidente Joe Biden con los vehículos eléctricos; Biden se postula para la reelección. El enlace de Biden con la industria automotriz, Gene Sperling, afirmó que, si bien sigue comprometido con los vehículos eléctricos, Biden garantizará una "transición justa" para los miembros del sindicato. El día de la huelga, Biden pidió una mejora con "contratos récord" que igualen "beneficios corporativos récord". El 26 de septiembre del 2023, Joe Biden visitó un piquete del UAW, lo que lo convirtió en el primer presidente de Estados Unidos en visitar una fábrica de automóviles. Hizo comentarios apoyando a los trabajadores en huelga. El senador Bernie Sanders pidió a los directores ejecutivos de Ford Motor Company, General Motors y Stellantis que "pongan fin a [su] codicia", dirigiéndose a ellos por su nombre. Donald Trump criticó la política de automóviles eléctricos de la administración Biden diciendo que "el sindicato vende a los trabajadores de la UAW a favor de la agenda verde".  El senador y candidato presidencial para el 2024, Tim Scott, comparó las huelgas con las de 1981 organizadas por la Organización de Controladores de Tráfico Aéreo Profesionales y elogió el enfoque del expresidente Ronald Reagan, afirmando: "Dijo, si atacas, estás despedido. Un concepto simple para mí". Posteriormente, Fain presentó una denuncia contra Scott ante la Junta Nacional de Relaciones Laborales alegando que, como empleador del personal de campaña, sus declaraciones reflejaban una amenaza contra el derecho de huelga de sus trabajadores y violaban la Ley Nacional de Relaciones Laborales.
El 18 de septiembre, la campaña de Trump anunció que daría un discurso en Detroit, Míchigan, ante miembros del sindicato en huelga al mismo tiempo que el segundo debate presidencial republicano en California. Sin embargo, Fain señaló que el discurso de Trump se llevó a cabo en una planta no sindicalizada cuyos trabajadores no estaban relacionados con la huelga.

### De los fabricantes de automóviles
El director ejecutivo de Ford, Jim Farley, dijo que si la propuesta del UAW hubiera estado en vigor desde 2019, Ford estaría en quiebra. En respuesta, Fain declaró: "El costo de la mano de obra para un vehículo es del 5%... Podrían duplicar nuestros salarios y no aumentar los precios... y aun así ganarían miles de millones de dólares. Es una mentira como todo lo que sale de sus bocas."

### Otros sectores
En un artículo de opinión, Steven Rattner, que formó parte del grupo de trabajo presidencial de Obama sobre la industria automotriz durante la reestructuración gubernamental de GM y Chrysler asociada con sus quiebras de 2008, afirmó que si bien cree que los trabajadores automotrices deberían recibir aumentos, están pidiendo aumentos. demasiado de una industria con escasos márgenes de beneficio que se ha estancado en relación con el crecimiento de la economía en general.